# Vrdy
Vrdy (tyska: Werda, Werder) är en by och en kommun i Tjeckien. Den ligger i regionen Mellersta Böhmen, i den centrala delen av landet, 80 km öster om huvudstaden Prag. Vrdy ligger 226 meter över havet och antalet invånare är 2 904 (2016).
Terrängen runt Vrdy är huvudsakligen platt, men österut är den kuperad. Runt Vrdy är det ganska tätbefolkat, med 116 invånare per kvadratkilometer. Närmaste större samhälle är Čáslav, 6,0 km väster om Vrdy. Trakten runt Vrdy består till största delen av jordbruksmark.
Trakten ingår i den hemiboreala klimatzonen. Årsmedeltemperaturen i trakten är 7 °C. Den varmaste månaden är juli, då medeltemperaturen är 20 °C, och den kallaste är januari, med −7 °C. Genomsnittlig årsnederbörd är 959 millimeter. Den regnigaste månaden är maj, med i genomsnitt 125 mm nederbörd, och den torraste är november, med 37 mm nederbörd.